# Campeonato Mundial de Xadrez de 1948
O Campeonato Mundial de Xadrez de 1948 determinou o campeão mundial de xadrez após a morte do então detentor do título Alexander Alekhine em 1946. A competição foi disputada nas cidades de Haia e Moscou entre os dias 2 de março e 17 de maio de 1948 e marcou o início da organização do campeonato mundial de xadrez pela FIDE e a adesão da União Soviética à entidade. Mikhail Botvinnik tornou-se campeão, iniciando a era de domínio soviético no xadrez internacional que duraria ininterruptamente por mais de vinte anos.

## Os anos sem um campeão mundial
A morte de Alekhine criou um interregno (intervalo entre reinados) que impossibilitou o procedimento anterior que consistia em um match entre o campeão e um desafiante. Isso originou uma confusa situação com muitos jogadores e comentaristas oferecendo diferente soluções. A FIDE teve bastante dificuldade para organizar as primeiras discussões sobre como resolver o impasse. Principalmente porque os problemas com dinheiro e viagens logo após o final da Segunda Guerra Mundial impediram muitos países de enviar representantes, sobretudo a  a União Soviética, devastada pela Guerra.
A solução final foi muito semelhante à proposta inicial da FIDE e de uma proposta apresentada pela União Soviética. O torneio de AVRO de 1938 foi usado como base para o campeonato de 1948. O torneio de AVRO reuniu os oito jogadores que eram, por aclamação geral, os melhores do mundo na época. Dois dos participantes de AVRO, Alekhine e o ex-campeão mundial José Raúl Capablanca, já haviam morrido; a FIDE decidiu que os outros seis participantes de AVRO disputariam um torneio  entre si. Esses jogadores foram: Max Euwe (da Holanda); Mikhail Botvinnik, Paul Keres e Salo Flohr (da União Soviética); e Reuben Fine e Samuel Reshevsky (dos EUA).
A proposta inicial foi levemente modificada, a União Soviética pôde substituir Flohr por Vasily Smyslov, um jovem jogador que surgiu durante os anos da Segunda Guerra Mundial e era ainda mais forte que seu compatriota. Reuben Fine optou por não jogar, por motivos que não são totalmente claros. Havia uma proposta de que ele fosse substituído por Miguel Najdorf,  mas, no final, o torneio foi disputado com apenas cinco jogadores.

## O campeonato mundial de 1948[5][2]
Após a morte de Alekhine, a FIDE assumiu a organização dos campeonatos mundiais de xadrez e, em 1948, promoveu o torneio do título mundial. O torneio reuniu os cinco jogadores de xadrez mais fortes da época: Mikhail Botvínnik, Vassily Smyslov, Paul Keres, Samuel Reshevsky e Max Euwe. Reuben Fine também foi convidado, mas recusou o convite.
O torneio foi jogado em um formato round-robin de cinco voltas. Iniciou-se em 2 de março de 1948, em Haia, e depois de dez rodadas foi transferido para Moscou. Em 17 de maio de 1948, Botvínnik foi proclamado o novo campeão mundial, vencendo convincentemente o torneio com 14 pontos e derrotando pelo menos uma vez todos os seus adversários. 
|   |                   | Botvinnik | Smyslov   | Keres     | Reshevsky | Euwe      | Pontos |
| - | ----------------- | --------- | --------- | --------- | --------- | --------- | ------ |
| 1 | Mikhail Botvinnik | * * * * * | ½ ½ 1 ½ ½ | 1 1 1 1 0 | 1 ½ 0 1 1 | 1 ½ 1 ½ ½ | 14     |
| 2 | Vasily Smyslov    | ½ ½ 0 ½ ½ | * * * * * | 0 0 ½ 1 ½ | ½ ½ 1 ½ ½ | 1 1 0 1 1 | 11     |
| 3 | Paul Keres        | 0 0 0 0 1 | 1 1 ½ 0 ½ | * * * * * | 0 ½ 1 0 ½ | 1 ½ 1 1 1 | 10½    |
| 4 | Samuel Reshevsky  | 0 ½ 1 0 0 | ½ ½ 0 ½ ½ | 1 ½ 0 1 ½ | * * * * * | 1 ½ ½ 1 1 | 10½    |
| 5 | Max Euwe          | 0 ½ 0 ½ ½ | 0 0 1 0 0 | 0 ½ 0 0 0 | 0 ½ ½ 0 0 | * * * * * | 4      |